# Conexão (dança)

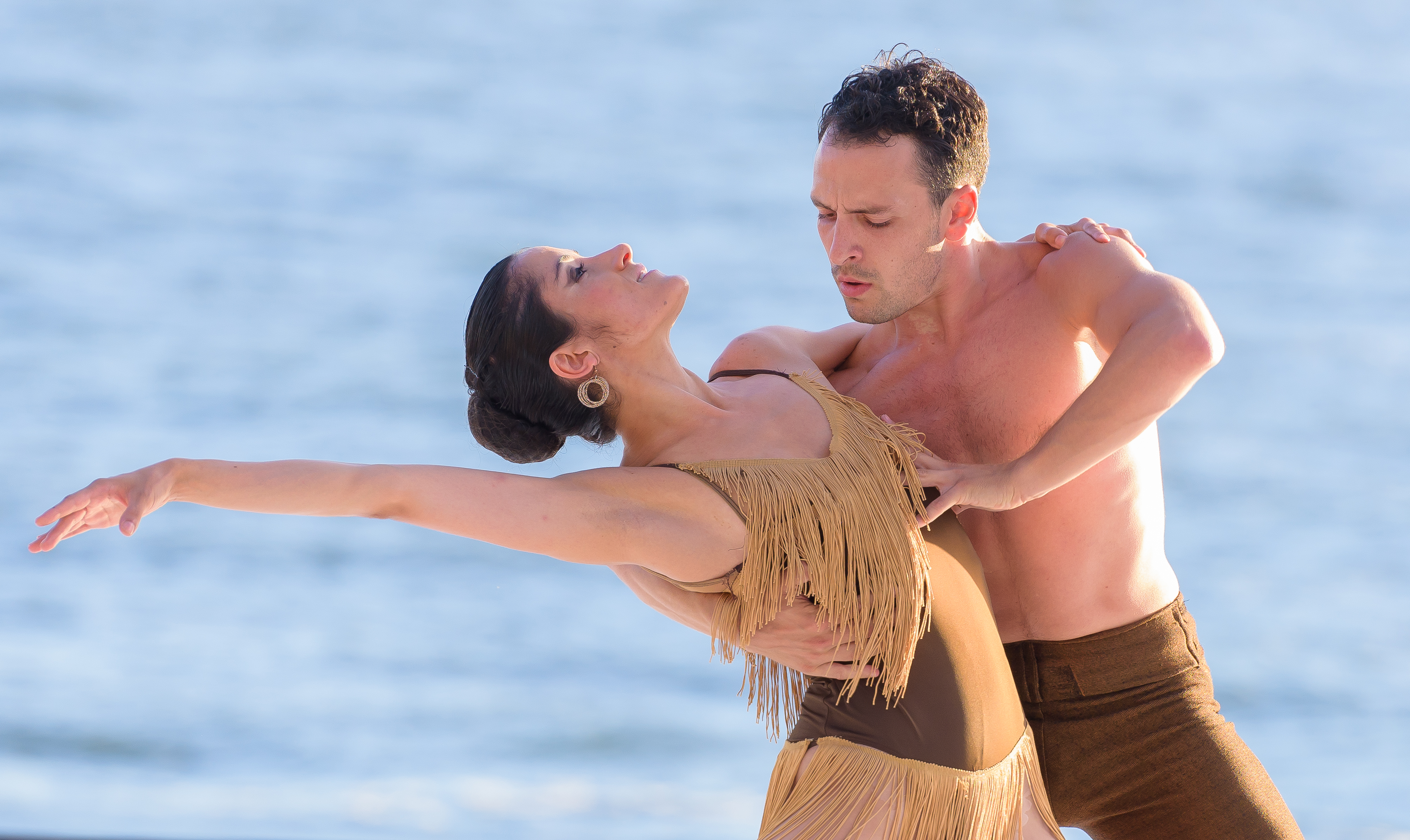
Dois dançarinos conectados na dança através de seus corpos.

Na dança de salão, a conexão é uma forma comunicação corporal (ligação não-verbal) usada por dançarinos (condutor e conduzido/líder e seguidor) para facilitar a sincronização dos movimentos de dança. É a relação entre dançarinos que ocorre através do jogo de ação-reação entre os corpos e permite movimentar-se de forma sincronizada através do contato físico. A conexão é uma técnica essencial na dança à dois (dança de salão ou social), importante na condução corporal, que inicia na intenção e na preparação do dançarino, para que em tempo coordenado identifique e responda o movimento induzido.
O termo conexão também é usado para descrever os pontos físicos de contato entre os corpos dos dançarinos, um aspecto relacionado à moldura do dançarino.
De acordo com Rodrigo Vecchi, na dança de salão necessita ocorrer a troca de sentimentos para construir uma única linguagem na forma de um corpo unidual pela dupla de dançarinos, que então devem se preocupar um com o outro na forma como irão se comunicarem. Estudos também demonstraram que a dança fortalece a socialização,  com a sincronização dos passos dos dançarinos, e também pode ser usada como terapia 

## Terminologia
Inicialmente, a dupla de dançarinos era formado por um homem e uma mulher, onde ele liderava a dança e a mulher seguia o comando do parceiro. Atualmente existe um número crescente de casais unissex ou com papéis opostos, tanto em eventos sociais quanto em competições. Para designar os dois papéis sem fazer a distinção de gênero, usamos os termos líder e seguidor ou condutor e conduzido; um princípio do inglês lead and follow (do inglês guiar e acompanhar ou liderar e seguir), que é muito usado na comunidade de dança francesa.

### Liderar e seguir
Na maioria das danças à dois na dança de salão, um dos parceiros dirige os movimentos da dupla, o conceito de líder e seguidor, que permite a transmissão das informações para assim evoluir a dança com a execução simultânea dos diferentes passos de dança. Este conceito é realizado usando a conexão entre os dançarinos através da "moldura de dança" (frame), uma combinação estrutural estável dos corpos, que permite ao líder transmitir movimentos corporais ao seguidor e, também oferece ao seguidor suporte para improvisação ou styling.
Assim um dos propósitos da conexão é fazer a transferência de informações entre os bailarinos. Por exemplo, o líder pode dizer à sua parceira quais passos de dança ele deseja que ela execute. Também indica ao parceiro o seu nível de dança, de forma consciente ou não, que permite aos dançarinos experientes adaptarem a energia ao seu parceiro; o experiente pode diminuir a energia de seus movimentos se estiver dançando com um parceiro iniciante, ou aumentar e tentar ultrapassar seus limites ao dançar com um parceiro do mesmo nível ou superior.

## Tipos de conexão
A conexão pode ser aprendida e melhorada com a prática. Uma boa conexão requer uma boa moldura/frame, porque fornece o suporte para estabelecer uma boa ligação.

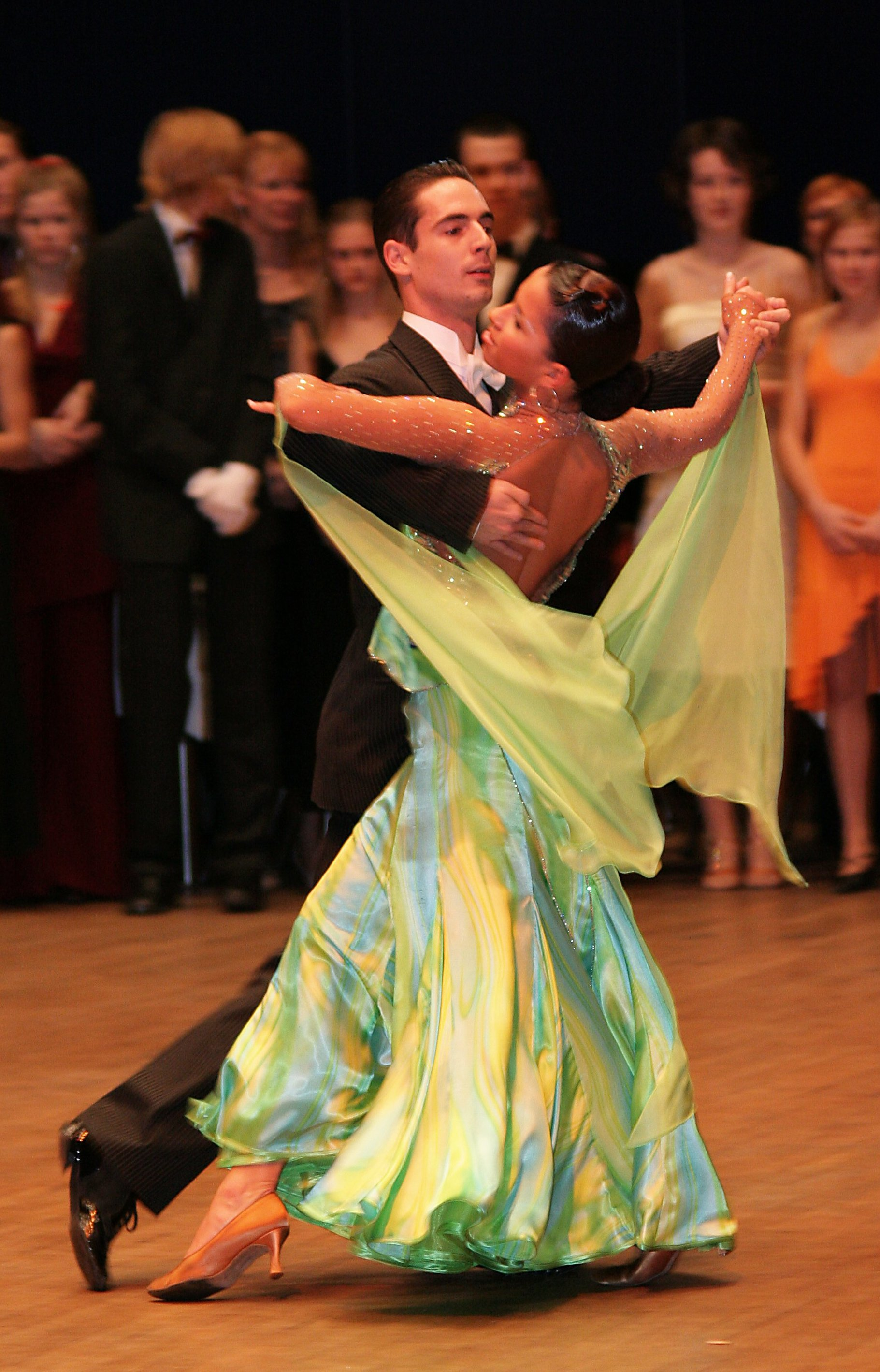
Dois dançarinos em posição fechada com contato corporal próximo.

### Conexão física
Na maioria das vezes, o termo conexão quando usado na dança refere-se ao tipo de conexão física, que pode ser classificado em dois subtipos, que diferem na posição dos dançarinos e nas partes de contato do corpo.

### Conexão com contato (além das mãos)
Quando os dançarinos estão em contato com o tronco, como na dança de salão padrão, a conexão ocorre de forma diferente da conexão na posição aberta; nesta posição os dançarinos ficam em contato com o lado direito do corpo, desde a parte superior das coxas até o meio do tronco. Esse contato corporal próximo é essencial, onde o líder conduz a partir do centro do tronco (core) como na posição aberta, mas a informação é transmitida diretamente ao tronco do seguidor sem ser realizada apenas com os braços e mãos, assim os dançarinos parecem movimentar-se como um só corpo. Para evitar a separação, os dois dançarinos empurram-se ligeiramente um contra o outro para manter a compressão e união, assim o bailarino que move-se para trás deve mover-se e ao mesmo tempo manter o peso para a frente.

#### Sem contato físico (apenas com braços)
Na posição aberta (moldura aberto) ou conexão fechada sem contato com o corpo, apenas as mãos e os braços proporcionam a conexão, que pode ser em tensão, compressão ou neutra.
- Em tensão, os dançarinos se afastam do parceiro e exercem uma força igual e oposta à do parceiro. Os braços não são a única fonte da força: muitas vezes são auxiliados por tensões musculares no tronco através da massa corporal ou do impulso.
- Na compressão, os dançarinos empurram-se uns contra os outros.
- Numa posição neutra, as mãos não exercem mais força do que a necessária para segurar as mãos.

A conexão através dos braços dos bailarinos deve ser clara, permitindo mudanças rápidas de direção, de movo contínuo sem solavancos. Os dançarinos devem manter os braços em um meio-termo entre rigidez e suavidade.

### Conexão não física

#### Conexão mental
Os aspectos psicológicos e sociológicos entram em jogo entre os parceiros durante uma dança, onde bons dançarinos demonstram empatia pelo parceiro melhorando sua experiência. Uma conexão empática pode vir de um líder com orientação clara e confortável, de um seguidor complacente ou compassivo, ou de um sorriso gentil em resposta a um erro. A conexão é idealmente um diálogo: o líder permanece consciente das escolhas de interpretação do seguidor e da rigidez da conexão física. Os dançarinos adaptam-se um ao outro e ajustam constantemente os movimentos para manter a harmonia entre eles. Estudos também demonstraram que a dança fortalece os laços sociais, em parte através da sincronicidade dos movimentos dos bailarinos, e também pode ser utilizada em certas terapias.

### Movimento do tronco
Quando a moldura é criada, a tensão é o principal meio de estabelecer a conexão/comunicação. Nesse tipo de conexão, o líder orienta seu parceiro principalmente movimentando o tronco e muito pouco usando os braços. Mudanças de tensão são realizadas para criar variações de ritmo em movimentos, e estas são comunicadas através de pontos de contato. O seguidor move-se para seguir o líder enquanto mantém a pressão e a posição entre os corpos.

### Condução compartilhada
Recentemente surgiu uma variação da condução, que é a dança a dois com condução compartilhada, onde não existe uma pessoa específica que sempre conduzirá durante toda a dança. Ambos podem conduzir e ser conduzido, pois dança é uma linguagem que possui alguns símbolos comunicativos (formas de toque e sinais visuais), que são interpretados pelos dançarinos e executados de acordo. Se um convida o outro para executar um passo de dança, este escolhe ou não sintonizar essa dança (consentimento), que também pode ser alterada quando quiser fazer um convite para uma mudança.
As damas não estão habituadas a fazer o convite, estão acostumadas a serem apenas conduzidas e, os cavalheiros também não estão habituados a serem convidados, mas sim a apenas conduzir. Mas basta o dançarino abrir espaço para uma escuta com atenção ao movimento do parceiro(a) e também abraçar o erro, isto ajuda na pratica de diversas habilidades; aumenta a criatividade; cria uma relação onde existe muito consentimento, e; cria uma situação de escuta verdadeira com maior conexão.

### Musicalidade
Um dançarino técnico sem musicalidade será como uma pintura sem cor. Prefiro assistir a uma dançarina mais musical, mesmo sendo pouco flexível e com pés menos bonitos.— Lorena Feijóo, primeira bailarina
No contexto da dança, musicalidade é a capacidade de ouvir e interpretar a música através dos passos de dança, pois a música pode influenciar as ações dos dançarinos.  Quando dominado por ambos os dançarinos este conceito também é visto como uma forma de ligação mental entre os parceiros, além da ligação física.
Dançarinos que entendem a emoção na música, que não apenas executam passos de uma coreografia pré-montada, são aqueles que realmente entregam performances que emocionam o público. É ter a habilidade de entender que a música possui diferentes temperaturas,  a progressão emotiva de cada acorde. É quando o dançarino enxerga cada nota e a mostra fisicamente usando o corpo, retratá-la através dos passos de dança. Com a musicalidade os movimentos deixam de ser mecânicos e conseguem uma fluidez, que acompanham os diferentes ritmos e temperaturas da música.
A musicalidade é importante em danças em que os passos de dança têm durações diferentes de execução, chamados de passos assimétricos, como no western-swing, rock e, discofox. Essas danças contrastam com danças em que a maioria dos passos são executados no mesmo número de batidas da frase musical, as danças simétricas, muitas vezes com duração de oito batidas, como a salsa e a dança de salão esportiva.
Cada dançarino deve ser capaz de transferir o peso do corpo no ritmo da música e dentro das convenções de sua dança. Para isso é necessária a capacidade de sentir conscientemente, as batidas da música. Para o líder, a capacidade de contar batidas é importante para poder orientar as figuras no ritmo e iniciar a dança. Habilidades de musicalidade mais avançadas, mais importantes nas danças assimétricas, são por exemplo a capacidade de adaptar os passos à música, adaptando a velocidade dos passos alinhando às frases musicais, ou a capacidade de marcar elementos-chave da música como pausas/pequena interrupções e pontes de mudanças de estilo. 

### Frasear a música
Além de encontrar a emoção na música (interpretar), o dançarino deve experimentar o ritmo, sincronizar com os beats/batidas mais fortes e mais fracos de uma música, conceito chamado "frasear a música". Experimentar a música com diferentes passos de dança é uma excelente forma de trazer à tona uma visão única da musicalidade na dança. Perceber: os acentos da música, as notas sincopadas, as curtas e longas, os tons principais e menores (alegres e tristes, respectivamente). O dançarino deve mover o corpo de acordo com o sentimento que cada elemento musical faz ele sentir. Experimente diferentes movimentos para diferentes elementos musicais, nas notas curtas/rápidas, notas longas, diferentes tons de ritmo, as melodias agridoces e emotivas, ou progressões de acordes alegres.